# V 190
V 190 war ein 1911 fertiggestelltes Großes Torpedoboot der Kaiserlichen Marine, das 1918 in T 190 umbenannt und nach Kriegsende von der Reichsmarine übernommen wurde. Von 1938 bis 1945 wurde das Boot von der Kriegsmarine unter dem Namen Claus von Bevern als Versuchsschiff eingesetzt. Das Boot wurde von den Alliierten im März 1946 im Skagerrak mit Munition versenkt.

## Bau und technische Daten
Das Boot gehörte zu einer sechs Einheiten umfassenden Bauserie, deren Auftrag im Etatjahr 1910 vom Reichsmarineamt an den Stettiner Vulcan vergeben wurde. Es bildete nach seiner Indienststellung mit den Schwesterschiffen V 186 bis V 191 die 1. Torpedoboots-Halbflottille und gehörte in diesem Verband mit den gleichzeitig bei der Germaniawerft bestellten Booten G 192 bis G 197 zur I. Torpedoboots-Flottille. Im Unterschied zur 1909er Bauserie waren die Boote erstmals mit Torpedorohren des größeren Kalibers 50 cm bewaffnet.
Das Boot wurde im Jahre 1910 bei der Werft AG Vulcan Stettin auf Kiel gelegt und lief dort am 12. April 1911 vom Stapel. Die Indienststellung mit der Bezeichnung V 190 erfolgte am 5. August 1911. Das Boot war 73,9 m lang (lüa), 73,5 m in der Wasserlinie, und 7,85 m breit und hatte 3,22 m Tiefgang. Die Wasserverdrängung betrug 766 t standard bzw. 861 t maximal. Die Maschinenanlage bestand aus zwei Dampfturbinen mit zusammen 18.000 PS, die über zwei Schrauben eine Geschwindigkeit von bis zu 32 kn ermöglichte. Bei 17 kn Marschgeschwindigkeit hatte das Boot eine Reichweite von 1170 Seemeilen. Die Besatzung bestand aus 84 Mann. Das Boot war mit zwei 8,8-cm-L/30-Utof-Schnellfeuergeschützen und vier 50-cm-Torpedorohren in Einzelaufstellung (vor der Brücke, zwischen den beiden Schornsteinen, hinter dem zweiten Schornstein) bewaffnet.

## Geschichte

### Erster Weltkrieg
Das Boot gehörte beim Ausbruch des Ersten Weltkriegs zur I. Torpedobootsflottille, in den letzten Kriegsjahren dann zur VIII. Torpedobootsflottille, einer Reserveflottille, deren Boote nicht an die Siegermächte ausgeliefert werden mussten. Am 22. Februar 1918 wurde das Boot in T 190 umbenannt.

### Reichsmarine
Am 2. Januar 1919 geriet das Boot in der Nordsee in Seenot und der dem Befehlshaber der Sicherung der Nordsee noch zur Verfügung stehende Kleine Kreuzer Graudenz ging von Wilhelmshaven in See, um das Torpedoboot zu unterstützen.
Die VIII. Torpedobootsflottille wurde am 19. Februar 1919 aufgelöst und die Boote wurden als III. Nordsee-Torpedobootsflottille in die vorläufige Reichsmarine und dann 1920 auch in die Reichsmarine selbst übernommen, wo T 190 als Torpedoboot bei der I. Torpedobootsflottille Dienst tat. Des Boots erste aktive Dienstzeit dort war vom 19. Mai 1920 bis zum 27. Oktober 1922. Neben T 190 gelangte von den elf Schwesterbooten nur T 185 in den Dienst der Reichsmarine. 1923 wurde T 190 modernisiert; dabei wurde die Back verlängert und die Antriebsanlage vollständig auf Öl umgestellt. Vom 20. Mai 1924 bis zum 31. März 1928 war das Boot wieder im Flottillendienst. Im Juli 1927 begleitete T 190 das alte Linienschiff Hessen beim ersten Besuch eines deutschen Kriegsschiffs nach dem Ersten Weltkrieg in der Freien Stadt Danzig. Die letzte Dienstzeit von T 190 als Torpedoboot begann am 25. Mai 1929 und endete am 8. Dezember 1932.

### Schul- und Versuchsboot
Es folgte ein Umbau zum Versuchsboot. Das Boot erhielt größere Aufbauten und stellte am 28. September 1933 als Versuchsboot T 190 für das Sperrversuchskommando (SVK) wieder in Dienst. Das inzwischen auch mit leichten Flugabwehrwaffen ausgerüstete Boot wurde am 29. August 1938 umbenannt in Claus von Bevern, zu Ehren des ehemaligen Geschwaderkommodores der Kurbrandenburgischen Marine Claus von Bevern. Das Boot diente nunmehr als Schul- und Versuchsboot beim Versuchsverband des SVK in Kiel.

### Zweiter Weltkrieg
Als die Kriegsmarine im April 1940 jedes verfügbare Schiff benötigte, um die deutschen Invasionstruppen beim Unternehmen Weserübung nach Norwegen und Dänemark zu transportieren, gehörte die Claus von Bevern zur Kriegsschiffsgruppe 7, die von Kiel aus am Morgen des 9. April die dänischen Fährhäfen Nyborg auf Fünen und Korsör auf Seeland besetzte. Die Kriegsschiffsgruppe 7 bestand aus dem Linienschiff Schleswig-Holstein, deren Kommandant, Kapitän zur See Gustav Kleikamp, die Gruppe befehligte, den drei Versuchsbooten Claus von Bevern, Nautilus und Pelikan, den Transportern Campinas (4541 BRT) und Cordoba (4611 BRT), zwei Schleppern sowie der B.S.O.-Schulflottille mit sechs umgerüsteten Fischdampfern. Die Schleswig-Holstein lief auf dem Anmarsch auf und war für mehrere Stunden am 9. nicht einsatzbereit. Der Schlepper Taifun ging bei der Bergung verloren. Die Besetzung der dänischen Häfen gelang ohne Waffeneinsatz. Die beiden Transporter löschten in Nyborg ihre Ladung und liefen sofort zurück nach Deutschland, um für weitere Transporte zur Verfügung zu stehen.

## Ende
Im Dezember 1945 wurde die Claus von Bevern als Kriegsbeute den USA zugesprochen und im März 1946 im Skagerrak versenkt. Ein amtlicher Bericht der britischen Regierung besagt, dies sei ohne vorherige Beladung mit Giftgasmunition erfolgt, während anderenorts von einer Versenkung mit Gasmunition berichtet wird.